# Decorata
Decorata è la maggiore frazione del comune di Colle Sannita, in provincia di Benevento, sita in prossimità del confine con il Molise.

## Geografia fisica

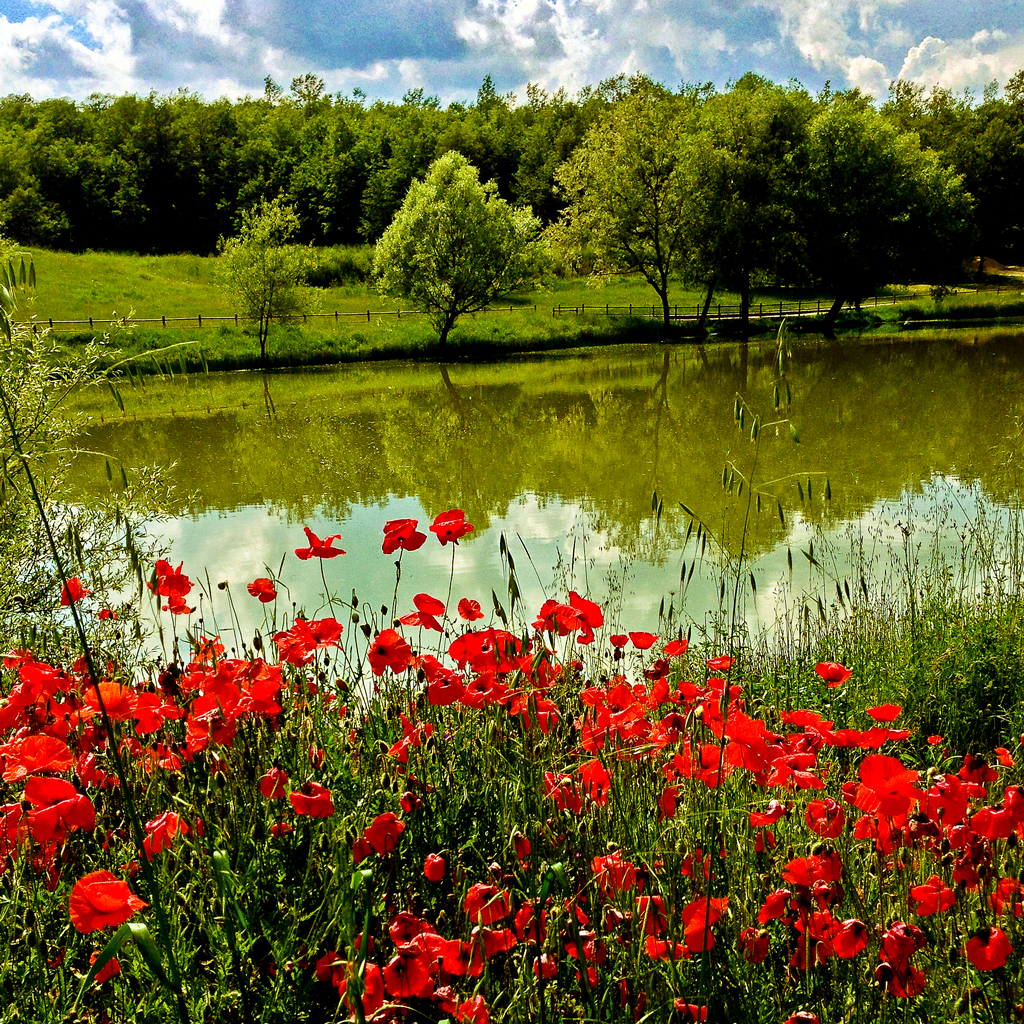
Il lago

Decorata sorge a 782 m s.l.m., appena ad est dello spartiacque appenninico: si trova quindi nel Fortore beneventano, quella parte dell'alta valle del fiume Fortore (tributaria del mar Adriatico) amministrativamente situata in Campania.
Si trova ad 8 km da Colle Sannita, 9 da Castelvetere in Val Fortore ed 11 da Riccia (CB). Dal confine molisano dista solo 3 km, mentre ne dista circa 30 da quello pugliese.

## Storia
Il paese ha circa 1 000 anni di storia: nelle prime fasi dell'insediamento normanno nell'alta valle del Fortore, le famiglie franco-normanne ivi discese solevano ritagliare per sé delle unità comitali in quelli che in età classica erano municipia romani e che il medioevo aveva fortemente ridimensionato. In questo contesto, un documento del 1052 riporta come Nubilone, signore franco del Castello Magno de plana (oggi nel comune di San Bartolomeo in Galdo) fosse il fondatore del nuovo insediamento monastico di Decorata, su sollecitazione di Roberto, vescovo di Bojano anch'egli di origine franca. Il monastero si trova quindi nella contea di Castel Magno, unità comitale autonoma tra quelle di Civitate e Bojano la cui esistenza è dovuta alla presenza del gruppo di normanni di Nubilone, tra loro consanguinei. Il feudo di Castelmagno passerà poi a Sardus de Castelmagno e in seguito a Helias de Ripa (Ripa era anch'essa presso San Bartolomeo in Galdo). Successivamente, viene citata nel Catalogus Baronum. Decorata sarebbe il nucleo originario da cui gli abitanti si spostarono per popolare Colle Sannita. Vi si trova una chiesa dedicata a santa Maria.

## Ambiente
Il paese è una meta agrituristica piuttosto apprezzata, per via delle caratteristiche ambientali e dell'isolatezza nell'ambito agreste sannita. Il lago che sorge nei pressi del borgo costituisce un altro motivo principale di attrattività turistica per il paese.

## Infrastrutture e trasporti
La frazione è lambita dalla strada statale 212 della Val Fortore ed è attraversata dalla strada provinciale 52 Decorata - Castelvetere - S. Bartolomeo, che origina dalla prima.